# 成都天诚足球俱乐部
成都天诚足球俱乐部（英文：Chengdu Tiancheng F.C.），是一支中国已解散的职业足球俱乐部，俱乐部创立之初以「城市化、职业化、产业化」为发展目标。於2005年至2010年，与英国谢菲尔德联足球俱乐部合作，成为中国首家获得国外足球俱乐部投资的足球俱乐部。2011年2月，成都谢菲联的控股股东英国思嘉伯集团在深圳召开新闻发布会，宣布俱乐部转让成功。2013年5月中国天诚集团宣布收购成都谢菲联。5月23日，正式更名为成都天诚足球俱乐部。2015年1月5日，由于天诚集团宣布他们将不会再对天诚足球俱乐部投资，球队解散。

## 历史简述
1996年2月27日成都五牛足球俱乐部成立。
1997年9月25日成功升上甲B联赛。
2001年成都五牛在甲B联赛第21轮与四川绵阳打出11-2的比分成為“甲B五鼠案”其中一支參与球队，遭到中国足协重罚。
2004年成都五牛成为中国足球甲级联赛始创球队之一。
2005年12月11日英格兰足球冠军联赛球队的谢菲尔德联足球俱乐部入股成都五牛，这是中国首家获得国外足球俱乐部投资的足球俱乐部，创了外资投资中国足球的先河，俱乐部名称亦由为成都五牛更名为成都谢菲联足球俱乐部成都五牛足球队。
2007年10月13日在时任主教練黎兵的帶領下在中国足球甲级联赛提前两轮「冲超」成功。   
2008年成都队第一次出現在中国足球超级联赛最终取得第13名。
2009年球队被冠名为成都建工地产参加中超联赛，在同年12月11日公安机关确认该俱乐部在2007年的中国足球甲级联赛中以50万人民币（30万现金，20万虚假收据）通过商业贿赂青岛海利丰，后者在与其的一场冲超的关键比赛中以2-0蓄意败北。俱乐部董事长许宏涛及其相关责任人被依法逮捕。
2010年2月23日中国足球协会对第四次反赌违规的球队作出处罚，关于成都谢菲联处罚决定：降级处罚，降至中甲。最终成都谢菲联队在资金严重短缺的情况下，提前3轮冲超成功並获得亚军，但有关成足的负面消息频频见诸报端，资金问题一直是掣肘成都谢菲联发展的关键。同年12月成都谢菲联俱乐部在其官方网站上发出公告成都谢菲联的控股公司英国思嘉伯集团董事长凯文决定，免费出让其拥有的成都谢菲联50%的股份，以此吸引成都本地企业进入俱乐部的经营。但是由于成都本地企业认为凯文提出的入股条件无利可图，故最终无人接手。
2011年赛季前，球队一度传出迁往佛山、海口的消息，同时资金问题仍然困扰着成都谢菲联，甚至使球队几乎到了濒临解散的地步。2月，俱乐部官方发布股权转让声明，标价六千万招募投资方，同月22日成都谢菲联的控股股东英国思嘉伯集团在深圳召开新闻发布会宣布俱乐部已经转让给在香港注册的鸿富企业有限公司，其背后投资方为重庆歌乐投资有限公司。球队的原教练组全部离开，在二次球员转会时球队有数名实力球员离队，其后俱乐部召回原球队助教牛洪利接替在联赛展开前一星期才担任主教练的澳大利亚人洛瑞出任主教练，而工作人员亦有多人离开。9月，俱乐部在官方微博发布招聘广告，表示要聘请十几名工作人员。球队曾在联赛连续16场不胜，在联赛收官階段球队表现回勇，但为时已晚最终要再次降级到中甲联赛。
2012年5月21日，谢菲联足球俱乐部董事长、思嘉伯投资公司董事长凯文·麦克比在成都宣布再次成为俱乐部的投资人。
2013年5月，中国天诚集团宣布收购俱乐部。5月22日，成都天诚谢菲联俱乐部正式揭牌，赵力为天诚谢菲联俱乐部董事长，副董事长为原俱乐部负责人贾毅和成都市足协主席辜建明，执行董事为张贺，俱乐部总经理为姚夏。 但根据中国足协的规定，球队仍然以成都谢菲联俱乐部的名义参加2013赛季中甲联赛。
2013年12月，球队正式更名为成都天诚足球俱乐部，并在2014年1月7日完成更名公示。
2015年1月5日，由于投资方天诚不会再投资，球队解散。

## 曾使用名稱
- 1996-2001年：成都五牛
- 2002年：成都太和
- 2003-2005年：成都五牛
- 2006-2007年：成都谢菲联五牛
- 2008-2013年：成都谢菲联
- 2013年：成都天诚谢菲联
- 2014年：成都天诚

## 主场
成都市体育中心、龙泉足球场、金牛体育中心、都江堰凤凰体育中心及双流体育中心都曾被用于成都天诚的主场。

## 联赛成绩
| 赛季 | 级别 | 名次   |
| ---- | ---- | ------ |
| 2004 | 中甲 | 第13名 |
| 2005 | 中甲 | 第11名 |
| 2006 | 中甲 | 第4名  |
| 2007 | 中甲 | 第2名  |
| 2008 | 中超 | 第13名 |
| 2009 | 中超 | 第7名  |
| 2010 | 中甲 | 第2名  |
| 2011 | 中超 | 第15名 |
| 2012 | 中甲 | 第9名  |
| 2013 | 中甲 | 第14名 |
| 2014 | 中甲 | 第15名 |

## 主教练
| 上任时间       | 离任时间      | 姓名            | 备注                 |
| -------------- | ------------- | --------------- | -------------------- |
| 2014年7月6日   | 2014年11月1日 | 李章洙          |                      |
| 2014年4月22日  | 2014年7月6日  | 余飛            |                      |
| 2013年12月16日 | 2014年4月22日 | 牛洪利          |                      |
| 2013年9月16日  | 2013年4月9日  | 姚夏            | 代理主教练           |
| 2013年4月22日  | 2013年9月16日 | 帕特里克·奥西姆 |                      |
| 2013年1月7日   | 2013年4月9日  | 郝海涛          |                      |
| 2012年7月      | 2012年12月    | 王宝山          |                      |
| 2011年8月      | 2012年7月     | 牛洪利          | 转任助理教练         |
| 2011年3月      | 2011年8月     | 洛瑞            |                      |
| 2009年5月      | 2011年3月     | 王宝山          |                      |
| 2009年4月      | 2009年5月     | 奥莱尔登·唐纳德 | 代理主教练，技术顾问 |
| 2005年6月      | 2009年4月     | 黎兵            |                      |
| 2004年         | 2005年5月     | 余东风          |                      |
| 2004年         | 2004          | 舒姆            |                      |
| 2001年         | 2003年        | 余东风          |                      |
| 2000年         | 2001年        | 郭瑞龙          |                      |
| 1999年         | 2000年        | 陈奕明          |                      |
| 1998年         | 1998年        | 尼尔森          | 下半年上任           |
| 1998年         | 1998年        | 王凤珠          | 带队10轮联赛         |
| 1998年         | 1998年        | 罗斯曼          | 带队5轮              |
| 1998年         | 1998年        | 托马勒          | 联赛未开始即离职     |
| 1997年         | 1997年        | 刘庆泉          |                      |
| 1996年4月      | 1997年        | 罗登仁          |                      |
| 1996年1月      | 1996年4月     | 王凤珠          | [ 5 ]                |

### 著名球員
| - 兰一 - 白鹤 - 符賓 - 闵劲 - 李建滨 - 季铭义 - 李铁 - 石俊 - 李海強 - 姚夏 | - 邹侑根 - 彭欣力 - 孙继海 - 汪嵩 - 惠家康 - 宋振瑜 - 刘宇 - 肖战波 - 张永海 | - 罗德里格斯 - 金永峻 - 布兰登 - 堤亚哥 - 哈钦森 - 布里斯·约维亚尔 - 皮洛加 - 罗迪奇 - 马修斯 |